# Droga wojewódzka 478
Die Droga wojewódzka 478 (DW 478) ist eine 17 Kilometer lange Droga wojewódzka (Woiwodschaftsstraße) in der polnischen Woiwodschaft Großpolen und der Woiwodschaft Łódź, die Dąbrowa mit Krępa verbindet. Die Strecke liegt im Powiat Turecki und im Powiat Poddębicki.

## Streckenverlauf
Woiwodschaft Großpolen, Powiat Turecki
-  Dąbrowa (DK 83, DW 471)
- Skęczniew

Woiwodschaft Łódź, Powiat Poddębicki
- Księża Wólka
- Niemysłów
-  Krępa (DW 473)